# 保全状況
生物種の保全状況（ほぜんじょうきょう、Conservation status、保全状態とも）とは、ある生物の種（それ以下の分類群も含む）が現在、または将来的に存在している見込みを表す指標である。保全状況を評価する際には、現在何個体生存しているか、といった単純なことだけではなく、個体数の増減率や、繁殖の成功率、既知の脅威などさまざまな要因が考慮される。

## IUCN
種の保全状況を評価したリストとして有名なものの1つに、IUCNが作成したレッドリストがある。このレッドリストでは全世界の生物を対象に評価を行っており、数万種類の生物について保全状況の評価がなされている。このレッドリストでは、絶滅に瀕した(Threatened) 生物を、
Least Concern (LC) 低懸念
Near Threatened (NT) 準絶滅危惧 
Vulnerable (VU) 危急
Endangered (EN) 危機
Critically Endangered (CR) 深刻な危機
Extinct in the Wild (EW) 野生絶滅
Extinct (EX) 絶滅
Data Deficiend (DD) データ不足
Not Evaluated (NE) 未評価
と分類している。また、IUCNの中心のもと批准された絶滅のおそれのある野生動植物の種の国際取引に関する条約（ワシントン条約、CITES）では、絶滅の危険がある生物の国際的な取引を規制している。

## 各地域での取り組み

### アメリカ合衆国
アメリカ合衆国では、絶滅の危機に瀕する種の保存に関する法律に基づいて、絶滅危惧種の一覧 (en) が作成されている。

### 欧州連合
欧州連合 (EU) では、EU加盟国間での野生動物の移動を規制する法律が存在する。

### カナダ
カナダでは、絶滅のおそれのある野生生物に関する委員会 (COSEWIC) によって各生物種の保全状況が評価されている。また、その中で絶滅危惧種とされている種を保護する法律として、絶滅危惧種法がある。

### 日本
日本では、環境省が絶滅のおそれのある種をリストアップしたレッドデータブックを作成している。また、種の保存法に基づき希少野生動植物種を指定している。各都道府県や学術団体においても独自のレッドデータブックが作成されている。